# KF Vëllazërimi 77
KF Vëllazërimi 77 (Macedonisch: ФК Влазрими Кичево) is een Macedonische voetbalclub uit de stad Kičevo.
De club werd in 1920 opgericht. In 2005 promoveerde Vëllazërimi voor het eerst naar de hoogste klasse. In het eerste seizoen eindigden ze 8ste op 12 clubs. In 2007 werd de club afgetekend laatste en degradeerde. In 2012 zakte de club naar de Treta Liga. In 2014 fuseerde de club met FK Vrapčište en komt sindsdien weer in de Vtora Liga uit.

## Eindklasseringen
| 1 |

| 11 |

| 8 |

| 1 |

| 8 |

| 12 |

| 17 |

| 1 |

| 13 |

| 11 |

| 13 |

| 9 |

| 1 |

| 6 |

| 5 |

| 6 |

| 3 |

| 4 |

| 4 |

| 8 |

| Prva Liga | Vtora Liga | Treta Liga |